# Internationale Cricket-Saison 2008
Die internationale Cricket-Saison 2008 fand zwischen April 2008 und August 2008 statt. Als Sommersaison wurden vorwiegend Heimspiele der Mannschaften aus Europa ausgetragen. Die ausgetragenen Tests der internationalen Touren bildeten die Grundlage für die ICC Test Championship. Die ODIs bildeten den Grundstock für die ICC ODI Championship. Im Rahmen des ICC Intercontinental Cup fanden neben den dort ausgespielten First-Class-Spielen der Associates auch zahlreiche ODI-Begegnungen der Teams statt, um ihnen mehr Spielpraxis auf internationaler Ebene zu geben.

## Überblick

### Internationale Touren
| Beginn          | Heimteam    | Auswärtsteam | Resultate | Resultate | Resultate | Artikel |
| Beginn          | Heimteam    | Auswärtsteam | Test      | ODI       | Twenty20  | Artikel |
| --------------- | ----------- | ------------ | --------- | --------- | --------- | ------- |
| 8. April 2008   | Pakistan    | Bangladesch  |           | 5–0 [5]   | 1–0 [1]   | Artikel |
| 15. Mai 2008    | England     | Neuseeland   | 2–0 [3]   | 1–3 [5]   | 1–0 [1]   | Artikel |
| 22. Mai 2008    | West Indies | Australien   | 0–2 [3]   | 0–5 [5]   | 1–0 [1]   | Artikel |
| 28. Juni 2008   | Kanada      | Bermuda      |           | 1–2 [5]   |           | Artikel |
| 10. Juli 2008   | England     | Südafrika    | 1–2 [4]   | 4–0 [5]   | 0–0 [1]   | Artikel |
| 23. Juli 2008   | Sri Lanka   | Indien       | 2–1 [3]   | 2–3 [5]   |           | Artikel |
| 7. August 2008  | Niederlande | Bermuda      |           | 1–0 [2]   |           | Artikel |
| 7. August 2008  | Schottland  | Kenia        |           | 0–0 [2]   |           | Artikel |
| 12. August 2008 | Irland      | Kanada       |           | 0–0 [1]   |           | Artikel |
| 18. August 2008 | Schottland  | England      |           | 0–0 [1]   |           | Artikel |
| 24. August 2008 | Irland      | Kenia        |           | 1–0 [3]   |           | Artikel |
| 30. August 2008 | Australien  | Bangladesch  |           | 3–0 [3]   |           | Artikel |

### Internationale Turniere
| Beginn          | Turnier                           | Land        |
| --------------- | --------------------------------- | ----------- |
| 6. Juni 2008    | Tri-Series 2008                   | Bangladesch |
| 24. Juni 2008   | Asia Cup 2008                     | Pakistan    |
| 1. Juli 2008    | Associate Tri-Series              | Schottland  |
| 2. August 2008  | ICC World Twenty20 Qualifier 2008 | Nordirland  |
| 18. August 2008 | Associate Tri-Series              | Kanada      |

### Fortlaufende Turniere
| Dauer     | Turnier                          |
| --------- | -------------------------------- |
| 2008–2009 | ICC Intercontinental Cup 2007–08 |

### Internationale Touren (Frauen)
| Beginn          | Heimteam    | Auswärtsteam | Resultate | Resultate | Artikel |
| Beginn          | Heimteam    | Auswärtsteam | WODI      | WTwenty20 | Artikel |
| --------------- | ----------- | ------------ | --------- | --------- | ------- |
| 24. Juni 2008   | Irland      | West Indies  | 0–2 [3]   | 0–1 [1]   | Artikel |
| 1. Juli 2008    | Niederlande | West Indies  | 0–4 [4]   | 0–2 [2]   | Artikel |
| 11. Juli 2008   | England     | West Indies  | 1–0 [2]   |           | Artikel |
| 31. Juli 2008   | Irland      | Südafrika    | 0–1 [1]   | 0–1 [1]   | Artikel |
| 6. August 2008  | England     | Südafrika    | 4–0 [5]   | 3–0 [3]   | Artikel |
| 30. August 2008 | England     | Indien       | 4–0 [5]   | 0–0 [1]   | Artikel |

### Internationale Turniere (Frauen)
| Beginn      | Turnier               | Land      |
| ----------- | --------------------- | --------- |
| 2. Mai 2008 | Women’s Asia Cup 2008 | Sri Lanka |

## Nationale Meisterschaften
Aufgeführt sind die nationalen Meisterschaften der Full Member des ICC.
| Land     | First-Class               | List A                                       | Twenty20                        |
| -------- | ------------------------- | -------------------------------------------- | ------------------------------- |
| England  | County Championship 2008  | Friends Provident Trophy 2008                | Twenty20 Cup 2008               |
|          | NatWest Pro40 League 2008 |                                              |                                 |
| Simbabwe |                           | FC Inter-Provincial One-Day Competition 2008 | Metropolitan Bank Twenty20 2009 |